# كولنسونية جنوبية
كولنسونية جنوبية (الاسم العلمي:Collinsonia australis) هي نوع من النباتات تتبع جنس الكولنسونية من الفصيلة الشفوية.